# Паричен поток
Паричният поток (на английски: cash flow, съкращавано и като CF) е (както се разбира от името) движението на парите вътре и вън в един бизнес, проект или финансов продукт. Измерва се за специфичен, ограничен период от време.
Паричният поток е абстрактна икономическа и финансова величина, изпълнена със стойност. Използва се като понятие и термин във финансовото управление за означение на цифрови серии, състоящи се от поредица от плащания, разпределени във времето. Предназначението му е за изчисляване показателите за икономическа ефективност на инвестицията, както и за анализ на паричните потоци на предприятието във времето.
Конвенционалното означение на паричния поток е с латинските букви – CF. При определянето на цифровите серии на паричните потоци те се означават с {\displaystyle CF_{0},CF_{1},...,CF_{n}}. Отделните елементи от серията могат да имат както положителни, така и отрицателни стойности.
Числовата стойност на паричния поток характеризира движението на парите. Ако стойността му е по-голяма от нула, значи има приход, а ако стойността е по-малка от нула, е налице разход. Общата стойност на паричните потоци в минало време формират в сегашно платежния баланс на предприятието.
Паричните потоци могат да се различават според източника, времето и дейността.